# Nerodimlje
Nerodimlje (en serbio: Неродимље) es un complejo palaciego medieval serbio de la Casa de Nemanjić. Se encuentra cerca de la moderna Uroševac en Kosovo.
Se desconoce la fecha exacta de construcción del palacio. Sus referencias son del período del rey Esteban Uroš II Milutin de Serbia, que murió en este palacio en 1321. Posteriormente, su hijo Dečanski y su nieto Dušan utilizaron el palacio. Los reyes de la Casa de Nemanjić erigieron varias iglesias cerca del palacio. En 1999, después del final de la Guerra de Kosovo, fueron destruidas por los albaneses.
Las excavaciones realizadas por arqueólogos yugoslavos en 1988 mostraron que el Palacio Nemanjić se erigió sobre las ruinas de una antigua basílica bizantina que data del siglo iv. Los arqueólogos atribuyeron el suelo de mosaico descubierto durante las excavaciones al reinado del emperador Justiniano I. Ahora las ruinas de la basílica están incluidas en la lista de monumentos serbios de importancia excepcional.